# Parco archeologico Falerio Picenus
Il sito archeologico della città antica di Falerio Picenus è situato in frazione Piane di Falerone, sulla sinistra del fiume Tenna e sulla via che da Urbs Salvia conduceva ad Asculum. Compresa nella regione V, divenne colonia, forse sotto Augusto, e come tale fu ascritta alla tribù Velina. Venne distrutta in una data imprecisata e abbandonata dagli abitanti, forse nel secolo X, che ripararono sul vicino poggio (m. 432 s. m.) dando vita all'odierno centro di Falerone. Si trova a circa 2 km dall'odierno centro di Falerone, in provincia di Fermo.

## Origine e storia
Nel 90 a.C. ai piedi del Mons Falarinus (poi Falerone medievale), è ricordata la sconfitta dei Romani guidati da Gneo Pompeo Strabone da parte dei socii piceni comandati da Gaio Vidacilio, Publio Ventidio e Tito Lafrenio, nel percorso delle legioni romane verso Fermo. Del 29 a.C., nella centuriazione augustea della Valle del Tenna, è l'edificazione di Falerio Picenus punto di snodo fra Firmum, Urbs Salvia e Asculum. La rappresentazione grafica di Falerio Picenus nel codice Acernario del 6º secolo, con le due porte, a nord verso Urbs Salvia, e a sud verso Novana e Asculum, ci conferma l'importanza del castrum.
L'esistenza di Falerio Picenus è già attestata nell'antichità. In particolare Balbo, agrimensore di Augusto, così recita in alcuni suoi frammenti raccolti da Frontino: "Ager Falerionensis limitibus maritimis et Gallicis est adsignatus". Anche Plinio il Vecchio ne menziona l'etnico elencando le popolazioni della V Regio Augustea nella "Naturalis historia": "In ora Cluana, Potentia, Numana a Siculis condit nn.. intus Auximates, Veregrani, Cingulani, Cuprenses cognomine Montani, Falarienses, ...".
Non abbiamo informazioni certe sul periodo della fondazione di Falerio anche se il rescritto imperiale di Domiziano, datato 82 d.C. e relativo ad una annosa lite tra Faleronesi e Fermani sui subseciva, assicura che già nell’età augustea Falerio doveva essere una importante colonia.
Il Mommsen poi, nel suo 'Corpus Inscriptionum Latinarum', afferma che la fondazione di Falerio risale ad una assegnazione di terre avvenuta successivamente alla battaglia di Azio del 31 a.C. sottraendo dei territori a danno della vicina Fermum.
Nel IV e V sec. la sede del vescovo di Falerio passa a Fermo, segno evidente dello stato di decadenza della città romana, già preda di orde barbariche e del conseguente spopolamento e perdita di prestigio di centri romani a vantaggio di città più grandi.

### La struttura urbana
La colonia di Falerio Picenus confinava a nord-est con quella fermana, a nord-ovest con Urbs Salvia, a nord con Pausola, a sud con Novana, ad ovest con Asculum. La particolare importanza economica e strategica dell’area derivava dalla vicinanza del fiume Tenna e dalla biforcazione della strada proveniente da Fermo: una direzione si sviluppava lungo il corso fluviale ed andava sino ad Ascoli, l'altra invece era verso Urbs Salvia.
Secondo i canoni allora correnti, la colonia era imperniata su due assi ortogonali: il cardo, in direzione nord-sud e coincidente con l'attuale via del Pozzo ed il decumanus che univa il Teatro all’Anfiteatro da est a ovest. Da queste due strade principali si ripartivano quelle secondarie che costituivano la struttura dell’insediamento urbano. La città doveva avere sicuramente una notevole consistenza, se si pensa che il suo perimetro si snodava per circa due miglia, senza considerare le aree esterne dedicate ai sepolcreti.
Due interi nuovi quartieri, di cui uno a carattere pubblico, sono stati individuati nel 2021 da Paolo Storchi, ricercatore dell'Università di Bologna, attraverso aerofotointerpretazione. Essi saranno oggetto nell'immediato futuro di ulteriori ricerche e scavi archeologici da parte dell'Università di Bologna e della Soprintendenza Archeologia Belle Arti e Paesaggio delle Marche.

## Il parco archeologico
L'intera area archeologica può sommariamente essere divisa in due parti: la prima, quella centrale, risulta sostanzialmente compromessa dalla edificazione incontrollata avvenuta a partire dagli anni sessanta; la seconda, verso nord-est, è invece minimamente urbanizzata e quindi è suscettibile di riscoperta e valorizzazione. Molto positivo è il fatto che le superfici intorno al Teatro siano rimaste pressoché inedificate. Anche l’area che circonda l'Anfiteatro, per quanto in parte compromessa, offre ancora sufficienti spazi su cui poter intervenire.
Il Parco Archeologico di Falerio Picenus è stato istituito con l'attuazione della Legge Regionale n.16 del 1994 e costituisce da una parte il riconoscimento ufficiale del valore storico e culturale dell'area, dall'altra pone tutte le necessarie premesse per la sua progressiva valorizzazione.

### Il Teatro

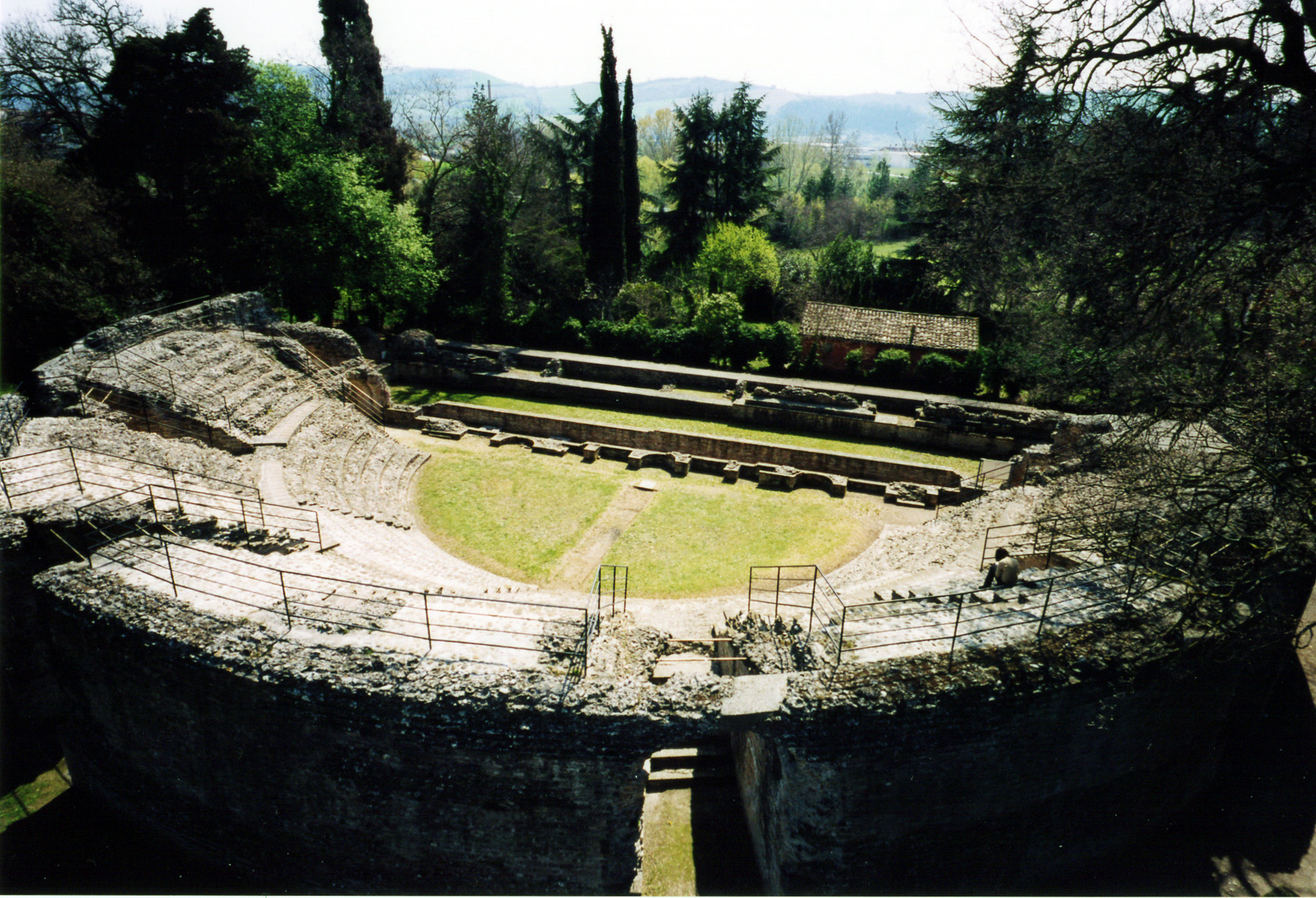
Teatro di Falerio Picenus

Il Teatro, situato all'estremità orientale dell'antico impianto urbano, è uno degli edifici teatrali romani meglio conservati delle Marche, seppure saccheggiato nella sua decorazione, con una capienza stimata di circa 1600 posti a sedere. Della monumentale costruzione, riconducibile all'età augustea, seppure completato sotto Tiberio, possono essere tuttora ammirati i primi due ordini della cavea, l'orchestra, i due ingressi laterali, il proscenio e quello che rimane dell'apparato scenico. 
La cavea ha un diametro di circa 50 metri ed è costruita su costruzioni a volta. All'esterno la struttura mostra un prospetto ad archi dei quali restano numerose basi con semicolonne rivestite un tempo di marmo. Ben conservato è pure il proscenio che delimita l'orchestra con struttura a nicchie semicircolari decorate anch'esse con marmo. Dal Teatro vengono due statue di Cerere e altre due ora al Louvre. Il Teatro era sicuramente motivo di prestigio per la città. Verso la metà del II sec. d.C. fu abbellito con le statue donate ai Faleronesi da Antonia Picentina, moglie di Antonino Pio e sacerdotessa di Faustina Maggiore. Svetonio ci conferma l’importanza della città dicendo nella sua Vita Augusti che Ottaviano volle la colonia ‘quasi simile a Roma’.
Il Teatro, esplorato come gli altri monumenti a partire dagli scavi pontifici del 1777, è in ottimo stato di conservazione e viene ancora utilizzato per rappresentazioni teatrali. Sorge nella zona orientale della città romana, in corrispondenza dell'inizio dell'attuale abitato di Piane di Falerone ed è'gestito dalla Direzione generale musei Marche; l'area è dotata di un ampio parcheggio, ed è collegata con il Museo civico archeologico. Da essa le altre aree del parco sono raggiungibili a piedi.

### L'Anfiteatro

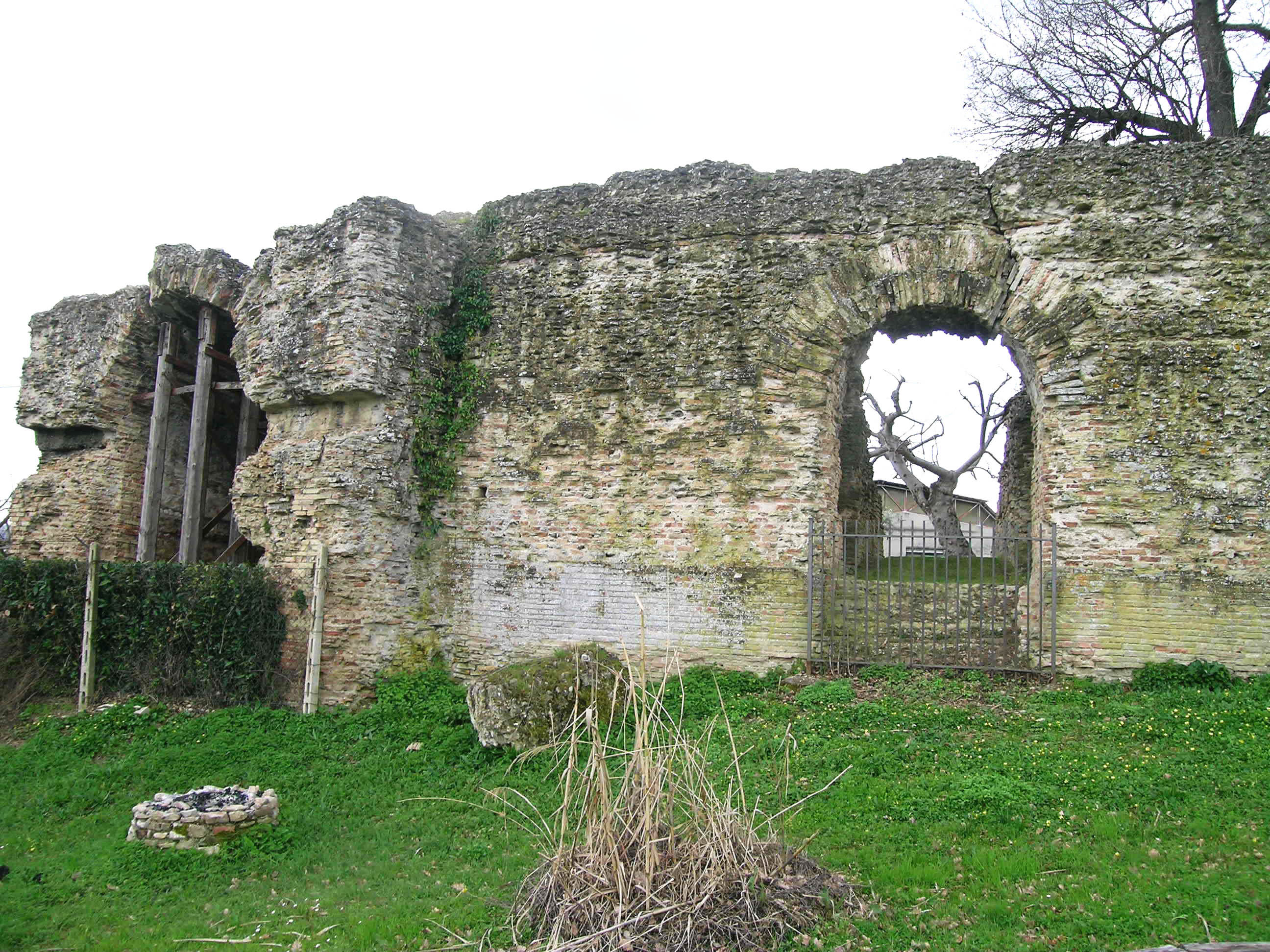
Porzione superstite dell'anfiteatro di Falerio Picenus

A circa trecento metri dal Teatro, sul margine orientale della colonia, si trova l'Anfiteatro, risalente anch’esso al primo secolo d.C. Secondo una ricostruzione ottocentesca, l'edificio aveva naturalmente una pianta ellittica, con l'asse maggiore in direzione est-ovest e lungo 120 metri, mentre quello minore era di circa 105. Disponeva presumibilmente di dodici porte di accesso, di cui quattro davano direttamente nell'arena, mentre le altre otto davano accesso al podio ed alle gradinate che erano suddivise in tre diversi ordini.
Si pensa che l'Anfiteatro fosse circondato da un porticato al servizio dei circa seimila spettatori che in grado di ospitare. Probabilmente un grande velarium proteggeva le gradinate dal sole e dalle intemperie.
Dell'anfiteatro sono visibili solo alcuni settori del muro perimetrale, sufficienti tuttavia alla comprensione della poderosa struttura.

### Altri monumenti

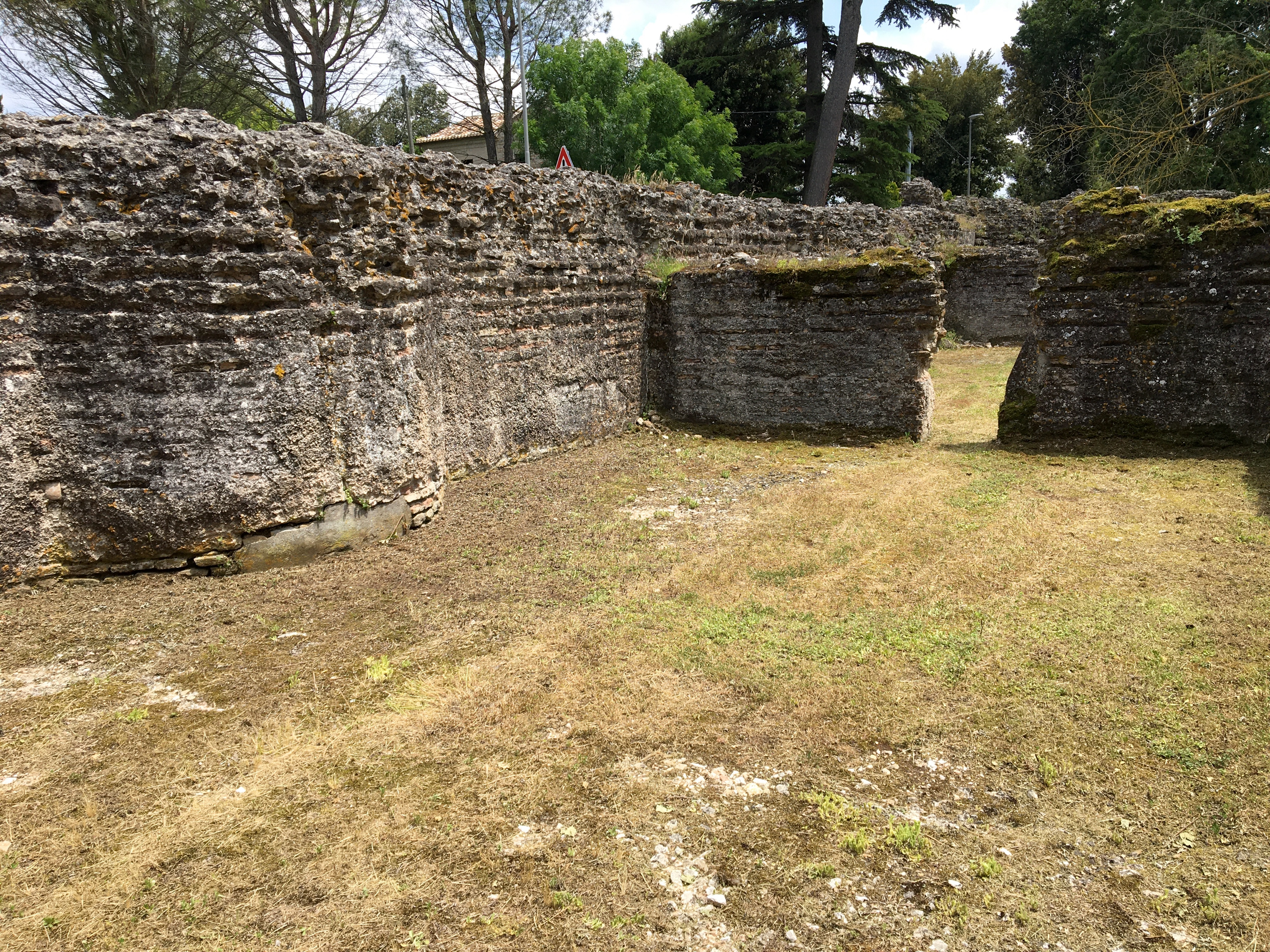
bagni della regina

Lungo il tratto settentrionale del Cardo sorgono i resti di una grande cisterna di acqua detta volgarmente i "bagni della regina": si tratta di un serbatoio suddiviso in tre sezioni successive adibito alla distribuzione dell'acqua alla Colonia.
Sia all'interno che all'esterno dell'area archeologica si trovano numerose altre presenze storiche di importanza minore, ma comunque interessanti per lo studio e la ricostruzione dell’intera zona. Si tratta di resti di edifici pubblici civili e religiosi, di abitazioni private, di monumenti sepolcrali.

## Gli scavi archeologici
La storia dei rinvenimenti e degli studi che si svilupparono sul sito dell'antica Falerio ha origini piuttosto antiche. Fu Ciriaco di Ancona nel quattrocento a scrivere per primo di rinvenimenti casuali di reperti. Il luogo, infatti, attirò sin dal Cinquecento l'interesse dello Stato Pontificio, in seguito al dissotterramento del rescritto bronzeo di Domiziano nel 1595 che fu donato al cardinale Pietro Aldobrandini, nipote di papa Clemente VIII. Sembra che il cardinale avesse praticato degli scavi a Falerio, ma non vi sono testimonianze precise.
Sempre nel cinquecento avvenne il recupero di due statue marmoree un "togato" e una "demetra/cerere". Si tramanda la notizia inoltre di scavi effettuati nel 1774 sotto Clemente XIV. La prima campagna di scavi risale al 1777 per volere di Pio VI. Vennero effettuati scavi anche a Cupra Marittima, Helvia Recina, Urbisaglia. Tali ricerche a Falerone interessarono l'area del Teatro e un impianto termale. Vennero rinvenuti due epigrafi latine, un frammento di mosaico figurato rappresentante un leopardo, un candelabro di cristallo di rocca e altri oggetti che vennero inviati ai musei Vaticani.. 
Fu ampiamente documentata dal notaio faleronese Barnaba Agabiti in un manoscritto pubblicato nel 1971 dal suo concittadino professor Pompilio Bonvicini. Dalla fine del '700 le ricerche archeologiche si svilupparono sempre più, anche se spesso si trattava di semplici spoliazioni eseguite senza le necessarie autorizzazioni e quindi clandestine.
Tra queste quelle avviate diverse anni dopo dai fratelli Raffaele e Gaetano De Minicis che nel 1836 iniziarono dei nuovi scavi nell'area del Teatro. Le autorità papali ordinarono subito il sequestro dei reperti ritrovati anche se i De Minicis riuscirono ad evitarlo promettendo di raccoglierli nella loro casa fermana. Nacque così l'importantissima raccolta De Minicis, che alcuni anni dopo andò però dispersa finendo in parte al Municipio di Fermo ed in parte presso quello di Falerone. Tanti reperti finirono comunque nelle mani di collezionisti privati e se ne persero definitivamente le tracce.
Dal 2020 è in atto una convenzione fra Comune di Falerone, Soprintendenza Archeologica delle Marche ed Università di Bologna per la valorizzazione del sito e il suo studio. Dopo un'analisi dei dati dalle esplorazioni precedenti, si è concentrata l’attenzione nell'area a nord-ovest del teatro romano, dove le immagini dai satelliti avevano evidenziato la presenza di Cropmark molto marcati che indicavano la presenza di strutture archeologiche.
È stata eseguita una prima fase di indagini non invasive, attraverso strumentazione diagnostica i cui dati, hanno restituito la configurazione di un intero quartiere pubblico, sepolto nell'area agricola e rimasto finora sconosciuto negli studi sull'impianto urbano della città antica. 
La campagna 2023, è stata limitata a due saggi: Un saggio è stato aperto in una porzione angolare di una struttura absidata, che si è rivelata essere con certezza un tempio romano, anche grazie alla scoperta dei resti dei piani pavimentali con decorazione di pregio in lastre di marmo, che originariamente rivestivano anche le pareti interne dell’aula. L’altro sondaggio stratigrafico è stato effettuato in una porzione contenente strutture murarie con diverse fasi di vita, prospicienti una strada romana basolata, anche questa risultata in eccellente stato di conservazione.

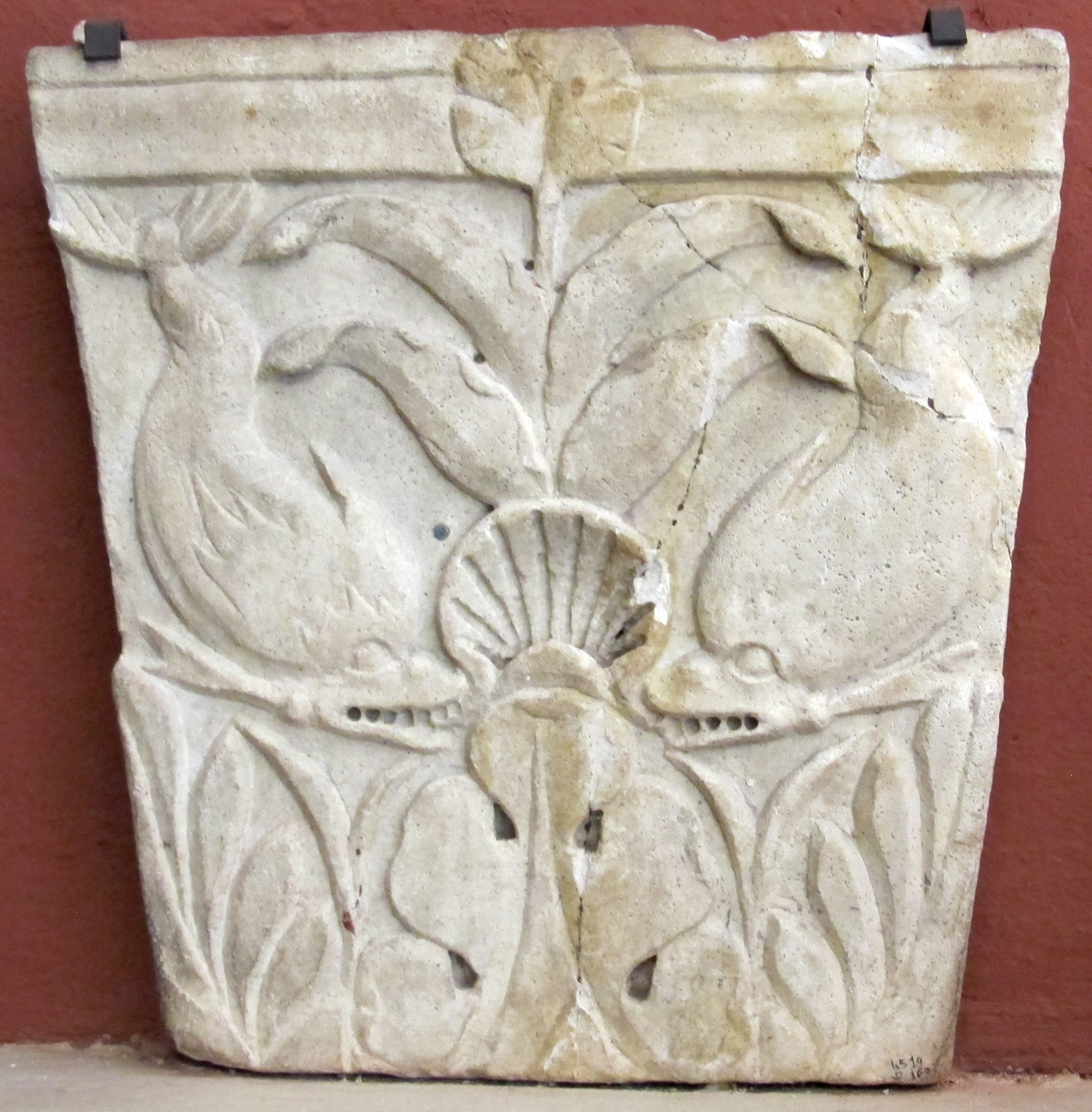
Bologna, Museo archeologico di Bologna. Capitello di lesena con delfini. 1 secolo d. C., proveniente da Falerio Picenus

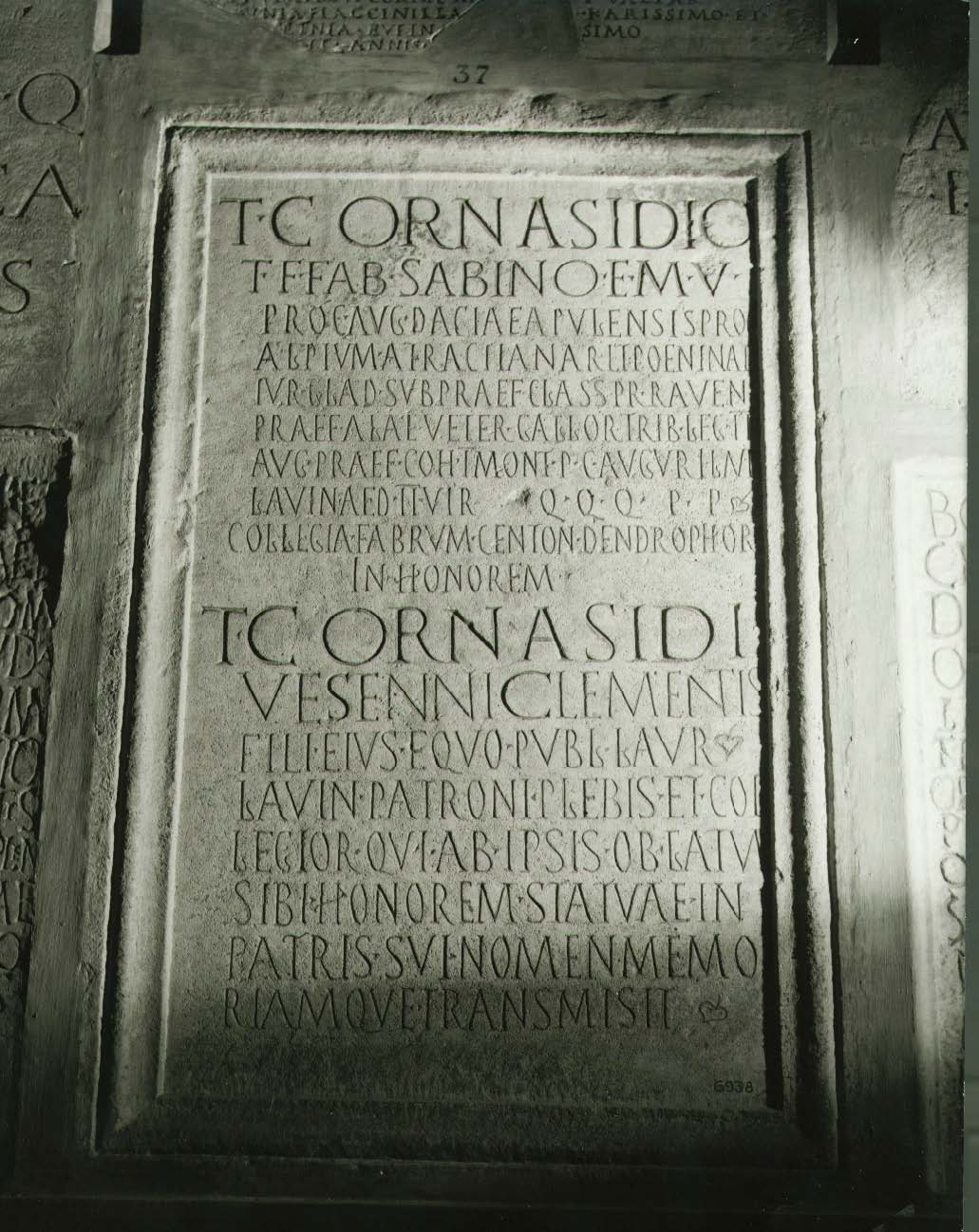
Roma, Musei Vaticani. La carriera del cavaliere T. Cornasidio Sabino incisa sulla base della statua eretta in suo onore dai collegia dei fabbri, dei centonari e dei dendrofori di Falerio nel Piceno. CIL IX 5438. Inizio del secolo III d. C., proveniente da Falerio Picenus

## Arte da Falerio Picenus
La ricca ed eterogea documentazione archeologica proveniente da Falerio Picenus risulta attualmente conservata in siversi sedi sia in Italia che all'estero. Tali reperti oltre che a Falerone nel locale Museo civico archeologico sia presso privati sono attualmente esposti nella vicina Fermo, nel Museo civico archeologico, sono visibili un gruppo di iscrizioni, una testa dell'imperatore Augusto e una stadera in bronzo. Ad Ascoli Piceno nel museo archeologico di Ascoli vi sono un mosaico con motivo geometrico e un trapezoforo marmoreo. Ad Ancona nel museo archeologico nazionale delle Marche si trovano iscrizioni latine, rilievi, un orologio solare, urne cinerarie, un trapezoforo, mosaici e corredi di tombe dalle necropoli romane. A Bologna presso il museo archeologico di Bologna un gruppo di sculture con una lastra e quattro capitelli di paraste e una coppa di vetro. A Roma nei Musei Vaticani è esposto un prezioso pavimento in mosaico, iscrizioni latine, un candelabro di cristallo di rocca. A Genova nel castello Mackenzie tre iscrizioni latine.
A Parigi al Louvre sono invece due statue: uno "Zeus Egioco" ed una "Venere", originariamente collocate nell'apparato decorativo del teatro romano di Falerone.

### La Venere di Falerone e lo Zeus Egioco del Louvre
La statua della cosiddetta "Venere di Falerone" fu scoperta nel 1836 dai fratelli De Minicis, durante gli scavi del teatro. Venne poi venduta al Louvre nel 1873. Si tratta di un adattamento romano del tipo della Venere di Capua di una Vittoria/Nike di cui ha le peculiari caratteristiche: chitone, cintura, top annodato, himation semidrappeggiato, piede rialzato.
È stata realizzata in marmo greco a tutto tondo e risale al periodo dell’età imperiale romana: 1° quarto del 2º secolo d.C secondo Fuchs; periodo traianeo secondo Schroeder (100 - 125 d.C.).
Le condizioni attuali dell’opera ce la mostrano in una forma incompleta: manca la testa, collo, spalla sinistra e parte superiore della schiena, entrambe le braccia, il drappeggio è scheggiato e vi è un foro sotto la cintura. Pesa 590 chilogrammi, ha un’altezza: di 168 cm, una larghezza di 76 cm; una profondità di 55,5 cm; l'altezza con il basamento è di 180 cm. Sulla scultura vi sono tracce già in antico di mortase e resti di aste metalliche sul braccio destro, resti di due aste metalliche sulla spalla destra forse per sostenere l'Ala, fondo di mortasa rettangolare nella rottura dello schienale, resti di un'asta metallica presso l'ascella sinistra.
Anche la statua del tipo Zeus Aigiochos venne scoperta nel 1836 dai fratelli De Minicis durante gli scavi del teatro. Venne venduta dagli eredi della collezione De Minicis, al collezionista francese Demotte e da questi poi donata al Louvre nel 1919. Si tratta di un torso raffigurante una divinità maschile, rappresentato come un giovane nudo, con un egida ornata di gorgone pendente dalla spalla sinistra. Anche il torso di Zeus è in uno stato incompleto: manca la testa, un braccio e si conserva la gamba destra fino al ginocchio e una piccola parte di quella sinistra. Sulla coscia destra rimane parte di un tronco di palma che serviva da sostegno alla statua.

## Museo civico archeologico Pompilio Bonvicini
Le origini del Museo civico archeologico Pompilio Bonvicini sono da collegare con la parte della collezione De Minicis rimasta a Falerone, su ordine dell'allora Commissario Prefettizio Amadio, che nel 1928 fu trasferita nel Palazzo Comunale insieme ad altri reperti donati da privati..
Nel 1966, durante i restauri della sede comunale, i reperti furono spostati nell'ex Convento di San Francesco per rimanere esposti al pubblico. Negli ultimi giorni del 1967 il furto di una testa femminile di età imperiale indusse però il Soprintendente regionale ad imporre la chiusura del Museo.
Tutti i reperti tornarono ad essere riesposti al pubblico solo nel 1982 ad opera dell’Amministrazione Comunale coadiuvata da alcuni volontari. La collezione, in un allestimento completamente rinnovato ed ampliato negli ultimi anni, è da allora rimasta ospitata in due ali a piano terra dell'ex Convento francescano.
La dotazione del Museo faleronese conta importanti reperti tra cui tre grandi statue: due femminili gemine di età Antonina ed una di togato. Abbiamo inoltre una statua maschile di tradizione ellenistica, un torso marmoreo di divinità giovanile, forse un Eros, ed una testina femminile. Tra i reperti principali figurano inoltre una erma acefala di Eracle ed un piccolo torso di divinità maschile.
Importante la sezione epigrafica che conta una ricca raccolta di iscrizioni, tra cui le più importanti sono una dedica ad Ottavia di età augustea ed un'altra alla Dea Cupra. Fa parte della sezione una tabella bronzea con la trascrizione del rescritto di Domiziano del '82 d.C. che tratta la contesa tra Faleronesi e Fermani sui territori di confine.
La collezione è completata da numerosi altri reperti, tra cui una olla di generose dimensioni, diverse urne cinerarie, parecchi elementi architettonici nonché oggetti di uso comune. Infine sono esposti fregi e cornici di arte romanica e gotica.

### Fonti antiche
- Appiano, Storia Romana, Guerre civili, libri III, IV e V.